# Lorenzovy sady

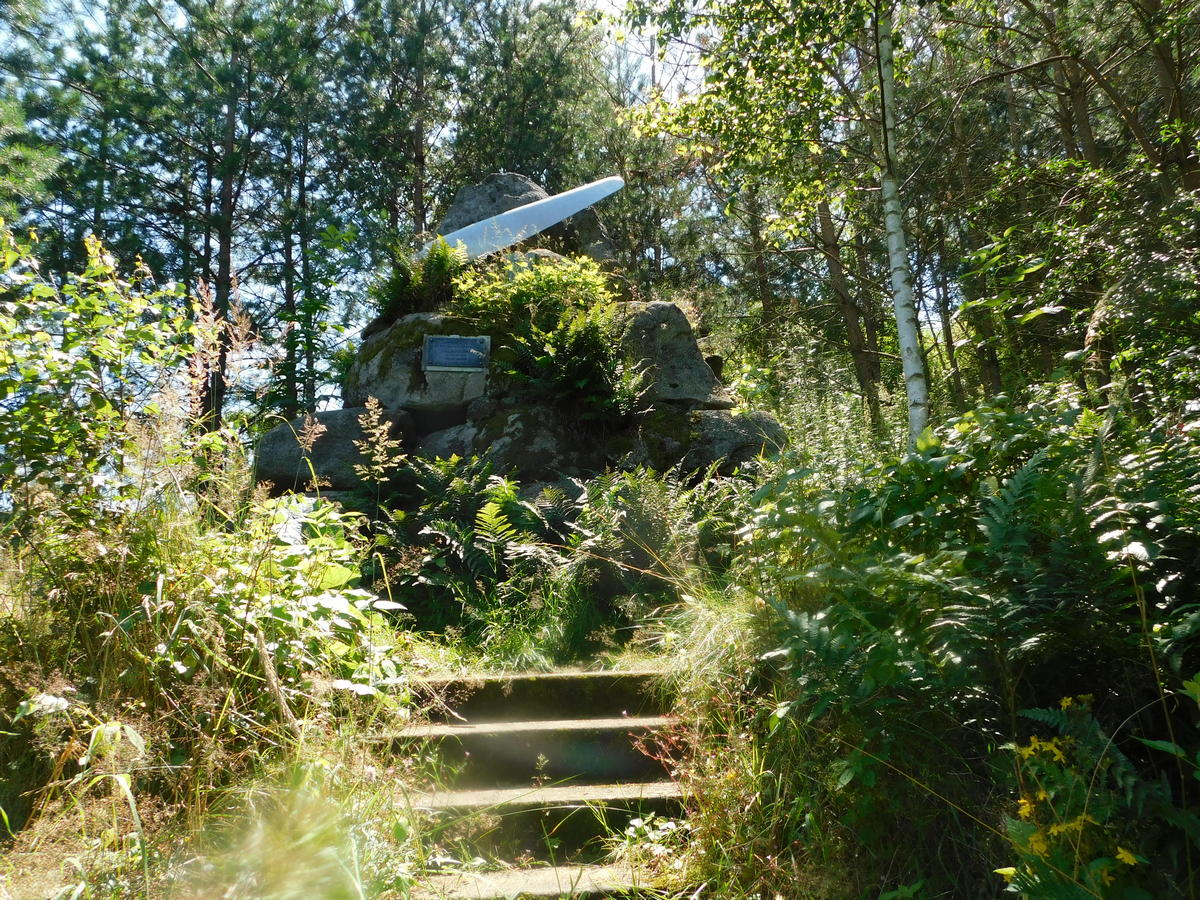
Mohyla letce Václava Peřiny z roku 1932

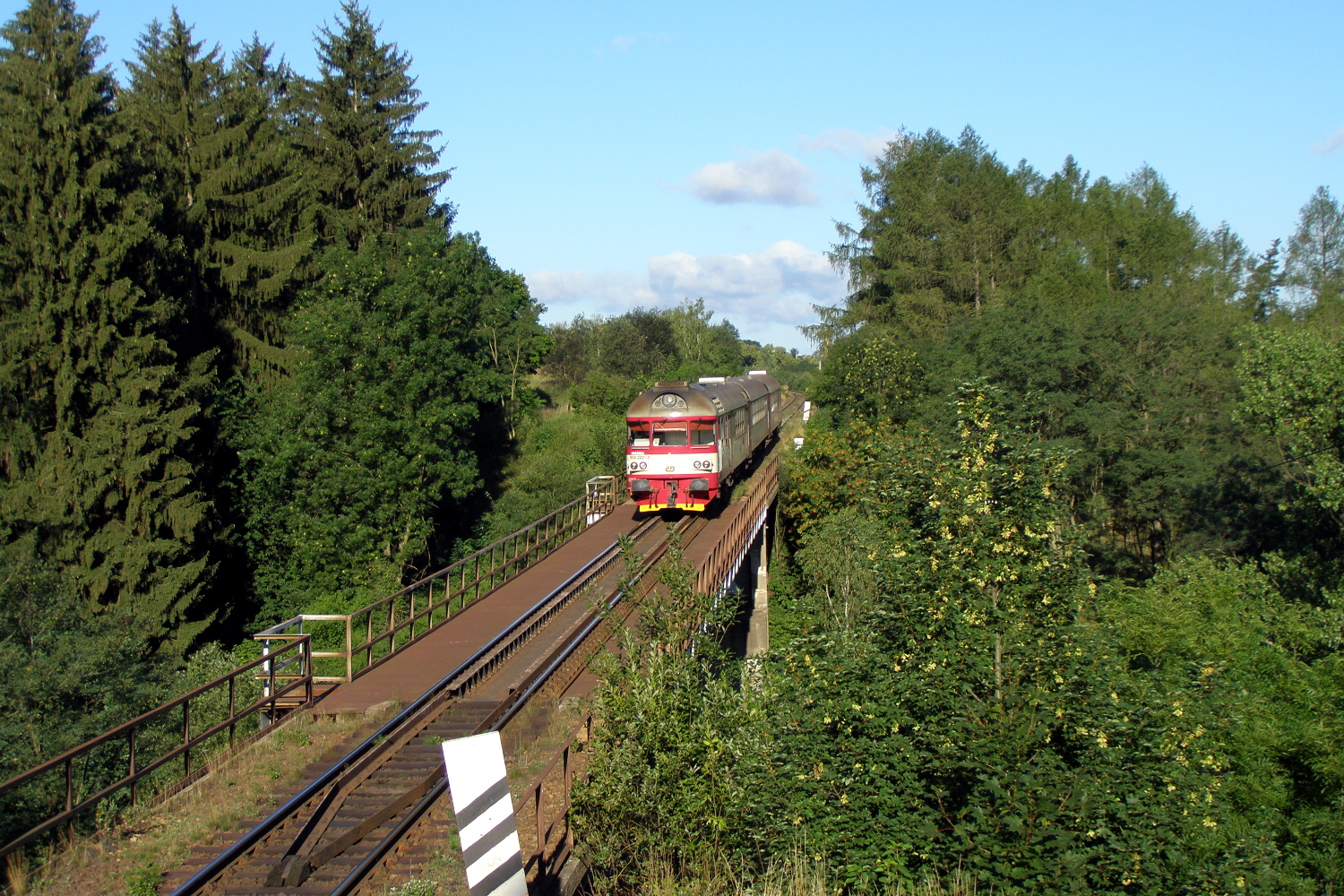
Vlak na mostě nad parkem

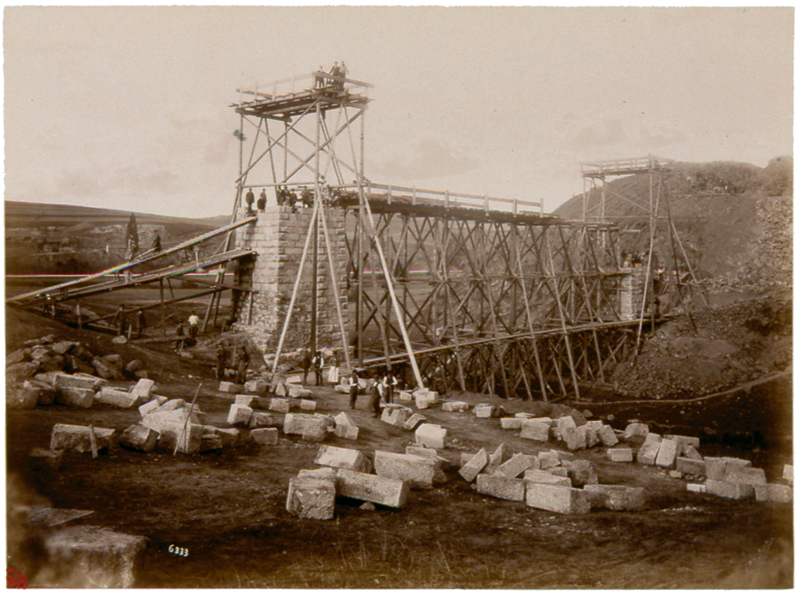
Stavba železničního mostu přes údolí (1885)

Lorenzovy sady jsou lesní park na hranicích mezi Třebíčí-Jejkovem a Kožichovicemi. Vyplňuje údolí krátkého potoka, který je pravostranným přítokem řeky Jihlavy. Dříve se pro jeho údolí často užíval pojem kožichovický žleb.

## Historie a popis
Park zaujímá plochu asi 23,5 ha; z nich připadá na území Jejkova asi 10 ha, na území Kožichovic asi 13,5 ha. Délka parku činí asi 1 km. Na severu končí při železničním mostu, který údolí park překlenuje ve výši 21,6 m a měří 74 m.
Třebíčské stráně kožichovického žlebu sloužívaly jako pastviny pro dobytek třebíčských sousedů. Roku 1899 se město zavázalo služebnost pastvy z nich nechat vymazat a zalesnit je.
V park třebíčskou část kožichovického žlebu proměnil třebíčský spolek pro sadbu a okrasu domoviny díky štědrému odkazu deseti tisíc korun od Viktora Lorenze. Jemu byla v parku dne 8. května 1921 odhalena pamětní deska. Práce proběhly asi v letech 1919–1921 a jejich výstupem byly nejen upravené stezky, ale i lavičky a altánek.
Dějištěm tragédie, již trvale připomíná památník na východní straně údolí poblíž vedení parovodu, se kožichovický žleb stal dne 6. září 1931. Tehdy se na Radostíně konal letecký den, pořádaný Moravským aeroklubem, Svazem československého důstojnictva a hasičským sborem. Obětí neštěstí se stal zkušený pilot Václav Peřina, jehož akrobatický let náhle skončil ve stráni žlebu. Pilot byl na místě mrtev. Příštího roku mu byl na místě neštěstí postaven pomník-mohyla, jehož podstatnou částí je list vrtule.
Park se stal výletním místem Třebíčanů. Časem však pustl. Vybudovány v něm byly rybníčky, jeho hranice posunulo budování Průmyslové čtvrti. Blízké průmyslové areály se staly zdrojem různorodých negativních imisí. Okrajové části údolí byly i zaváženy. Údolí zasáhlo vedení kanalizace, vysokého napětí a parovodu. Původní altán byl nahrazen prostým srubem; i ten však dosloužil roku 1994.
Soustavné obnovy se park dočkal od poloviny 90. let, práce vyvrcholily počátkem nového století a v srpnu roku 2004 byla obnova parku hotova. V letech 2016 až 2019 park postihla kůrovcová kalamita. Skoro všechny smrky padly.[zdroj?]
V letech 2011–2012 byly vybagrovány a vyčištěny Horní a Dolní rybník. V roce 2019 bylo oznámeno, že Rybářský svaz by chtěl začít využívat tyto rybníky pro rybolov.